# Call of Duty: World at War - Final Fronts
Call of Duty: World at War - Final Fronts је специјално издање петог дела видео-игре Call of Duty: World at War из серијала Call of Duty које је објављено само за Плејстејшн 2 конзолу. Игра је изашла у продају 10. новембра 2008. Развила ју је британска компанија Рибелион дивелопментс, а издала америчка компанија Активижн.

## Игра
Игра се састоји од 13 мисија, подељених у четири кампање: Рат у Пацифику, Зимска офанзива, Победа у Европи, Победа у Пацифику. Не постоји совјетска кампања, што је случај у Call of Duty: World at War, већ је замењују британска и америчка кампање, које се одигравају на простору западне Европе. На пацифичком фронту, играч контролише америчког маринца Милера, као и у Call of Duty: World at War, који предвођен десетаром, а касније и водником Роубоком, ослобађа острва по Пацифику од јапанске окупације. Као амерички ренџер, играч учествује у Арденској бици, а као британски командос у бици за Рајну.

## Остало
Једина је од игара од Call of Duty: World at War која има тренинг мисију. Ово издање нема ни мултиплејер, нити зомби мод, због чега је оцена упсешности игре веома ниска. Последња је игра из Call of Duty серијала издата за Плејстејшн 2 конзолу.